# Ки-Зербо, Жозеф
Жозеф Ки-Зербо (фр. Joseph Ki-Zerbo; 21 июня, 1922 — 4 декабря 2006 года) — политический и государственный деятель Буркина-Фасо (до 1984 года — Верхняя Вольта); историк, доктор исторических наук (1956). Считался одним из ведущих мыслителей Африки. Несмотря на свой социализм и панафриканизм, был ярым противником революционного правительства Тома Санкара.

## Ранняя жизнь
Родился в семье одного из первых христиан в стране. Получив стипендию, смог учиться во Франции. Окончил Парижский университет (1949) и Институт политических исследований (1954). В Париже познакомился с такими африканскими интеллектуалами, как Шейх Анта Диоп и Абдулай Вад. После окончания учёбы в 1956—1958 годах преподавал в лицеях Парижа, Орлеана и Дакара.

## Политическая и общественная деятельность
В 1950-х годах включился в политическую жизнь, стал основателем и первым президентом Ассоциации вольтийских студентов и Ассоциации католических студентов-африканцев во Франции. Ки-Зербо установил контакты с президентом соседней деколонизированной Ганы Кваме Нкрумой. 
Ки-Зербо стал основателем (1958) и генеральным секретарём партии Движение за национальное освобождение (запрещена в 1974, воссоздана в 1977 как Вольтийский прогрессивный союз, с 1979 — Вольтийский прогрессивный фронт, вновь запрещён в 1980). Она была основана для мобилизации противников французского колониального владычества на предстоящем конституционном референдуме 1958 года, однако из всех африканских владений только Гвинея проголосовала «против» и первой получила независимость от Франции. Ставший первым гвинейским президентом Ахмед Секу Туре пригласил Ки-Зербо и его супругу, дочь малийского профсоюзного лидера, работать в Конакри.
После провозглашения независимости Верхней Вольты в 1960 году Ки-Зербо вернулся на родину. Первого президента Верхней Вольты Мориса Ямеого, при режиме которого все оппозиционные партии были запрещены, заставила уйти в отставку всеобщая забастовка, в которой важную роль сыграли партия и профсоюз Ки-Зербо. Сам он с 1966 года занимал ряд ответственных постов в правительстве Верхней Вольты. На выборах 1970 года Движение за национальное освобождение Ки-Зербо заняло третье место с 11 % голосов и 6 депутатскими мандатами. Сам Ки-Зербо выдвигался в президенты в 1978 году от Вольтийского прогрессивного союза и занял четвёртое место с 16% голосов.
Также Ки-Зербо в 1968—1978 годах преподавал африканскую историю в Университете Уагадугу, а в 1967—1979 годах был генеральным директором Африканского и мальгашского совета по высшему образованию (Conseil africain et malgache pour l’enseignement supérieur, CAMES). Участвовал в работе различных международных организаций, в том числе ЮНЕСКО (1970—1983), Международного института по планированию образования, Института ООН в области исследований образования.
Хотя Ки-Зербо придерживался социалистических и панафриканистских взглядов, приход яркого их представителя к власти в лице Тома Санкара он воспринял негативно и в 1983 году отправился в эмиграцию. Санкара утверждал, что исследования Ки-Зербо очень интересны и приглашал его вернуться, но тот сделал это только после свержения Санкары Блэзом Компаоре. После возвращения из изгнания обнаружил, что его библиотека из более 11 тысяч книг была уничтожена
В 2001 году Ки-Зербо участвовал в учреждении Партии за демократию и прогресс / Социалистической партии. Он был её председателем до 2005 года, и представлял её в парламенте Буркина-Фасо до своей смерти в 2006 году.

## Историк
Ки-Зербо известен как автор многочисленных работ по истории Африки, в том числе фундаментальной «Истории Черной Африки. Со дня вчерашнего до дня завтрашнего», выдержавшей несколько изданий. Он был первым председателем Ассоциации африканских историков и наряду с такими коллегами, как эфиоп Аклилу Хабте, нигериец Дж. Ф. Аде Аджайи, сенегалец Шейх Анта Диоп, марокканец М. Эль-Фасси, чех Иван Грбек, кениец Бетвелл Огот и француз Ж. Девисс, входил в бюро Международного научного комитета по изданию многотомного труда «Всеобщая история Африки», издававшегося в 1971—1999 годах под эгидой ЮНЕСКО.
Ки-Зербо выступил ответственным редактором первого тома («Методология и ранняя история», 1981), в котором написал предисловие, заключение, главу о междисциплинарных методах исследований и материал по теме «История и расовые теории». Совмещая академическую и политическую деятельность, боролся за международное признание рабства и работорговли преступлением против человечества и пытался добиться от европейских государств репараций.